# Aleksy
Aleksyⓘ – imię męskie pochodzenia późnogreckiego (gr. Αλέξιος, Aléxios). Zostało utworzone od czasownika aléks, czyli „bronić” lub „wspomagać”. Imię Aleksy zostało rozpowszechnione w różnych językach dzięki średniowiecznej legendzie o św. Aleksym.
W Polsce Aleksy (może nawet wymawiane Alekszy) znane od 1224 r. w kilku postaciach: oprócz Aleksy (najbardziej literackie) też Holeksy, Oleksy i Leksy. Z tych ludowych postaci pochodzą dzisiejsze nazwiska Oleksy, Oleksiński itp. Wyraz aléks- zawarty jest również w imieniu Aleksander.
Żeńskie formy: Aleksja, Aleksa.
W styczniu 2024 w rejestrze PESEL było 4523 mężczyzn o imieniu Aleksy nadanym jako imię pierwsze.
Aleksy imieniny obchodzi 17 lutego, 17 lipca jak również: 12 lutego, 24 kwietnia, 28 sierpnia.
Odpowiedniki w innych językach:
- Język łaciński –  Alexius[5]
- Język angielski – Alexis, Aleck[5]
- Język niemiecki – Alexius, Alexis
- Język grecki – Αλέξιος (Alexios), Αλέξης (Alexis)
- Język francuski – Alexis
- Język włoski – Alessio, Alexis
- Język hiszpański – Alejo[5]
- Język portugalski – Aleixo
- Język kataloński – Aleix
- Język łotewski – Alexius, Aleksis, Aleksejs
- Język czeski – Aleš, Alexej
- Język słowacki – Aleš, Alexej
- Język serbski i chorwacki – Aleksije, Aleksej
- Język estoński – Aleksei
- Język bułgarski – Алекси (Aleksi), Алексей (Aleksej, Aleksey)
- Język fiński – Aleksi, Aleksis
- Język macedoński – Aleksio
- Język gruziński – ალექსი, [Aleksi]
- Język białoruski – Аляксей [Aliaksei]
- Język rosyjski – Алексей (Aleksiej)
- Język ukraiński – Олексій (Ołeksij, Oleksij), Олекса (Ołeksa)
- Język węgierski – Elek(inne języki)
- Język esperanto – Alekso[9]

## Osoby o imieniu Aleksy

### Święci noszący imię Aleksy
- Aleksy Boży, również: Święty Aleksy lub Aleksy Wyznawca – postać średniowiecznej legendy hagiograficznej, święty katolicki i prawosławny
- Aleksy Falconieri – święty katolicki
- Aleksy U Se-yŏng – święty katolicki, koreański męczennik
- Aleksy Sobaszek – duchowny katolicki
- Aleksy Toth – święty prawosławny, kapłan prawosławny
- Aleksy – święty prawosławny, metropolita kijowski

### Władcy i książęta
- Aleksy I Komnen (1048–1118) – cesarz bizantyjski (panował w latach 1082–1118)
- Aleksy II Komnen (1167–1183) – cesarz bizantyjski (panował w latach 1180–1183)
- Aleksy III Angelos (1153–1211) – cesarz bizantyjski (panował w latach 1195–1203)
- Aleksy IV Angelos (1182–1204) – cesarz bizantyjski (panował w latach 1203–1204), sprowokował Czwartą Krucjatę do ataku na Cesarstwo Bizantyjskie
- Aleksy V Dukas (1140–1204) – cesarz bizantyjski (panował w 1204)
- Aleksy I Wielki Komnen (1182–1222) – cesarz Trapezuntu (panował w latach 1204–1222)
- Aleksy II Wielki Komnen (1282–1330) – cesarz Trapezuntu (panował w latach 1297–1330)
- Aleksy III Wielki Komnen (1338–1390) – cesarz Trapezuntu (panował w latach 1349–1390)
- Aleksy IV Wielki Komnen (1382–1429) – cesarz Trapezuntu (panował w latach 1417–1429)
- Aleksy I Michałowicz Romanow (1629–1676) – car rosyjski (panował w latach 1645–1676)
- Aleksiej Piotrowicz Romanow (1690–1718) – carewicz, najstarszy syn cara Piotra I Wielkiego
- Aleksy Aleksandrowicz Romanow (1850–1908) – wielki książę rosyjski, dowódca floty
- Aleksy Michałowicz Romanow (1875–1895) – wielki książę Rosji
- Aleksy Mikołajewicz Romanow (1904–1918) – carewicz, ostatni następca tronu Rosji (rozstrzelany z rodziną przez bolszewików)
- Aleksy Fryderyk Chrystian (1767–1834) – książę Anhalt-Bernburg z dynastii askańskiej

### Polacy o imieniu Aleksy
- Maciej Aleksy Dawidowski ps. Alek – podharcmistrz, członek Szarych Szeregów, jeden z bohaterów książki Kamienie na szaniec
- Aleksy Parol – polski wojskowy, kontradmirał
- Aleksy Antkiewicz – polski bokser
- Aleksy Kowalik – żołnierz Wojsk Polskiego II RP, obrońca Westerplatte
- Aleksy Komorowski – polski aktor telewizyjny i filmowy
- Aleksy Ćwiakowski – polski działacz niepodległościowy, poseł II PR
- Aleksy Zin – polski technolog drewna, menedżer przemysłu drzewnego
- Aleksy Wdziękoński – polski dyplomata
- Aleksy Husarzewski – polski dyplomata, komisarz królewski, starosta lipieński
- Aleksy Krasicki – podstarości przemyski w latach 1569–1577
- Aleksy Tralle – polski matematyk
- Aleksy Piątkiewicz – polski specjalista w dziedzinie budowy i konstrukcji maszyn
- Aleksy Nehring – podporucznik Legionów Polskich
- Aleksy Sylvius – astronom polski, duchowny katolicki
- Aleksy Rejchel – polski chemik
- Aleksy Dobosz – zbójnik karpacki
- Aleksy Janiec – polski koszykarz
- Aleksy Kuziemski – polski bokser
- Aleksy Uchański – polski dziennikarz, specjalista w dziedzinie mediów elektronicznych i gier komputerowych
- Aleksy Rżewski – prezydent Łodzi w II RP
- Aleksy Awdiejew – polski aktor filmowy, piosenkarz, językoznawca pochodzenia rosyjskiego
- Aleksy Franciszek Bachulski – historyk, bibliotekarz, archiwista
- Aleksy Prusinowski – działacz społeczny, polski duchowny
- Aleksy Klawek – biblista, polski duchowny
- Aleksy Wakar – polski ekonomista pochodzenia rosyjskiego, profesor

### Włosi
- Alessio Ascalesi – włoski duchowny katolicki, kardynał
- Alessio Boni – włoski aktor teatralny, telewizyjny i filmowy
- Alessio Figalli – włoski matematyk
- Alessio Cerci – włoski piłkarz
- Alessio Tacchinardi – włoski piłkarz
- Alessio Bolognemi – włoski skoczek narciarski
- Alessio Deledda – włoski kierowca wyścigowy
- Alessio Lorandi – włoski kierowca wyścigowy
- Alessio Romagnoli – włoski piłkarz
- Alessio Sakara – włoski zawodnik MMA

### Francuzi
- Alexis Soyer – francuski mistrz kuchni
- Alexis Bœuf – francuski biatlonista (czterokrotny medalista mistrzostw świata)
- Alexis Gougeard – francuski kolarz szosowy i torowy
- Alexis Contin – francuski łyżwiarz szybki (trzykrotny medalista mistrzostw świata)
- Alexis Pinturault – francuski narciarz alpejski
- Alexis Vastine – francuski bokser
- Alexis Raynund – francuski strzelec sportowy
- Alexis Vujellermoz – francuski kolarz
- Alexis de Tocqueville – francuski historyk i polityk
- Alexis Piron – francuski autor epigramów i dramatów
- Alexis Jeannerod – francuski biegacz narciarski
- Alexis Ajinca – francuski koszykarz
- Alexis Carrel – francuski chirurg i filozof (laureat nagrody Nobla)
- Alexis Jordan – francuski botanik
- Alexis Clair – francuski matematyk
- Alexis Clairaut – francuski matematyk
- Alexis Billiet – francuski kardynał prezbiter
- Alexis Weissenberg – francuski pianista żydowskiego pochodzenia urodzony w Bułgarii
- Alexis Zywiecki – francuski piłkarz
- Alexis Charost – francuski duchowny

### Pozostali
- Alexis Sánchez – chilijski piłkarz
- Aleksiej Tołstoj (1883–1945 ) – rosyjski pisarz, dramaturg i publicysta
- Aleksiej Tołstoj (1817–1875) – pisarz i dramaturg rosyjski
- Alexis Cruz – amerykański aktor
- Alexis Denisof – amerykański aktor telewizyjny i filmowy
- Alexis Korner – brytyjski muzyk bluesowy
- Alexis Vega – meksykański piłkarz
- Alexis Gonzalez – argentyński siatkarz
- Alexis Arguello – nikaraguański bokser
- Alexis Mac Allister – argentyński piłkarz
- Alexis Copello – kubański lekkoatleta
- Aleksy Thurzon (węg. Thurzó Elek)– węgierski szlachcic z rodziny Turzonów, pan Pszczyny
- Aleksy Branas – bizantyński arystokrata i wojskowy
- Aleksy Apokauk – bizantyjski polityk i wysoko postawiony wojskowy
- Aleksi Żelazkow – bułgarski piłkarz
- Aleksi Inauri – gruzin, radziecki polityk i dowódca wojskowy
- Aleksi Hämäläinen – fiński hokeista
- Aleksi Patama – fiński narciarz alpejski
- Aleksi Kumpulainen – fiński snowboardzista
- Aleksi Vanninen – fiński snowboardzista
- Aleksi Litovaara – fiński snowboardzista
- Aleksi Leppä – fiński strzelec, dwukrotny mistrz świata
- Aleksi Modebadze – gruziński zapaśnik
- Aleksis Kivi – fiński prozaik
- Aleksis z Turioj – starożytny grecki dramatopisarz
- Aleksis Tsipras – grecki polityk
- Alexis Langer – niemiecki architekt
- Alexis Saelemakers – belgijski piłkarz
- Alexis Gambo – kostarykański piłkarz
- Alejo Carpentier – kubański pisarz
- Alejo Veliz – argentyński piłkarz
- Alejo Sauras – hiszpański aktor
- Alejo Julio Argentino Roca – argentyński generał i polityk, dwukrotny prezydent
- Alejo Zavala Castro – meksykański duchowny, biskup
- Alejo Vidal-Quadras Roca – hiszpański i kataloński polityk oraz fizyk
- Aleix Espargaró – hiszpański motocyklista
- Aleix Vidal – hiszpański piłkarz
- Alexis Ruano – hiszpański piłkarz
- Aleksei Müürisepp – premier Estonii
- Aleksei Lotman – estoński polityk
- Aleksei Jevgrafov – estoński polityk
- Aleksei Budõlin – estoński judoka
- Aleksy I – prawosławny patriarcha moskiewski i całej Rusi
- Aleksy II – prawosławny patriarcha moskiewski i całej Rusi
- Aleksiej Jermołow – rosyjski generał i dyplomata, generał-gubernator
- Aleksiej Jelisiejew – radziecki kosmonauta
- Aleksiej Sawrasow –  rosyjski malarz
- Aleksiej Wenecjanow –  rosyjski malarz
- Aleksiej Orłow –  rosyjski wojskowy, dowódca floty
- Aleksiej Brusiłow – rosyjski generał kawalerii
- Aleksiej Nawalny – rosyjski opozycjonista
- Aleš Razym – czeski biegacz narciarski
- Aleš Vodselalek – czeski narciarz
- Aleš Dryml – czeski żużlowiec
- Aleš Hrdlicka – czeski antropolog fizyczny i lekarz patolog
- Aleksejs Rumjancevs – łotewski kajakarz
- Aleksejs Saramotins – łotewski kolarz szosowy, olimpijczyk
- Ołeksij Ajdarow – biathlonista reprezentujący barwy Białorusi i Ukrainy (zdobywca czterech medali mistrzostw świata)
- Ołeksij Arestowicz – ukraiński analityk polityczny i wojskowy
- Ołeksij Reznikow – ukraiński polityk, minister obrony
- Elek Bacsik – węgierski muzyk jazzowy
- Elek Nyilas – węgierski piłkarz

## Zakony
- Serwici – katolickie zgromadzenie zakonne, jeden z siedmiu założycieli Alesky Falconieri
- Aleksjanie – zgromadzenie braci Aleksjanów (Cellici), patron św. Aleksy Wyznawca

## Miejsca kultu św. Aleksego
- Archikolegirat w Tumie – Archikolegiata NMP i św. Aleksego w Tumie,  najlepszy przykład architektury romańskiej w Polsce.
- Bazylika świętych Bonifacego i Aleksego w Rzymie – świątynia to kościół rektoralny parafii św. Pryski oraz kościół tytularny, mającym również rangę bazyliki mniejszej.

## Dzieła literackie
- Il Sant’Alessio – opera w trzech aktach
- Legenda o świętym Aleksym (wł. Ritmo di Sant’Alessio, Ritmo di Sant’Alessio lub Ritmo marchigiano su Sant’Alessio) – życiorys metryczny świętego Aleksego z Rzymu z końca XII wieku, skomponowany do publicznego wykonania przez anonimowego giullare. Jest to jeden z najwcześniejszych dzieł literatury włoskiej. Kult Aleksego szerzyli głównie benedyktyni, najpierw w Italii. W X wieku grecka vita została zaadaptowana do prozy łacińskiej. W XI wieku jego legenda, oparta na wersji łacińskiej, została wersetowana w języku starofrancuskim jako Vie de Saint Alexis. W XIII wieku Bonvesin de la Riva skomponował drugą wersję włoską De vita Beati Alexii, tym razem w dialekcie lombardzkim.

Legenda podzielona jest na dwadzieścia siedem zwrotek różnej długości. Każda zwrotka rozpoczyna się od czterech do trzynastu jednorymowych oktonarzy lub nowenariuszy i kończy się dwuwierszem dziesięcio- lub hendekasylabowym o innym rymie, bogatym lub homonimicznym. Rozbieżności i nieprawidłowości w prozodii można przypisać kopiście, ale także licznym latynizmom i galicyzmom. W obecnej postaci Legenda jest niekompletna i zatrzymuje się nagle po 257 wersach o powolnym tempie, tuż przed przybyciem sług Eufemiana do Edessy. Obejmuje narodziny Aleksego, jego małżeństwo, nawoływania do żony, ucieczkę do Laodycei i początki życia żebraczego.
- Żywot błogosławienego Aleksego spowiednika – prozatorski żywot św. Aleksego wydany po polsku w 1529.